# Leptogium tremelloides
Leptogium tremelloides är en lavart som först beskrevs av Carl von Linné d.y., och fick sitt nu gällande namn av Samuel Frederick Gray. Leptogium tremelloides ingår i släktet Leptogium och familjen Collemataceae.   Inga underarter finns listade i Catalogue of Life.